# Thanatus namaquensis
Thanatus namaquensis är en spindelart som beskrevs av Simon 1910. Thanatus namaquensis ingår i släktet Thanatus och familjen snabblöparspindlar. Inga underarter finns listade i Catalogue of Life.